# Новосухановский сельский совет (Сумский район)
Новосухановский сельский совет (укр. Новосуханівська сільська рада) — входит в состав
Сумского района
Сумской области
Украины.
Административный центр сельского совета находится в 
с. Новосухановка.

## Населённые пункты совета
- с. Новосухановка